# Forum Democratico Ungherese
Il Forum Democratico Ungherese (in ungherese: Magyar Demokrata Fórum - MDF), è stato un partito politico ungherese di centro-destra, di ideologia cristiano-democratica e conservatrice liberale, fondato il 27 settembre del 1987, per iniziativa di un gruppo di intellettuali (tra i quali Zoltán Bíró, Dénes Csengey, Sándor Csoóri, István Csurka, Gyula Fekete, Lajos Für, Rudolf Joó, Csaba Gy. Kiss e Sándor Lezsák), primo dei nuovi partiti costituiti dopo l'abbandono del regime comunista ungherese a partito unico.
La sua figura più nota fu József Antall, Primo Ministro dal 1990 al 1993.
Diversi membri sono stati espulsi dal partito stesso dopo la rottura dell'alleanza con Fidesz.

## Storia
Prima del 2002 faceva parte di un governo di coalizione con il partito maggiore Fidesz; tra il 2002 e il 2006 ebbe 24 seggi all'Assemblea nazionale.
Alle elezioni europee del 2004 ottenne il 5,3% dei voti (164.025 voti) ed elesse pertanto un membro del Parlamento Europeo, che siede con il gruppo del Partito Popolare Europeo: il MDF diviene quindi membro del PPE.
Il partito ha ricevuto il 5,04% (272.831 voti) alle elezioni parlamentari del 2006, assicurandosi la rappresentanza al Parlamento nazionale.
MDF si è essenzialmente diviso, con la maggioranza dei suoi rappresentanti che è stata espulsa dal partito. Ibolya Dávid accusa regolarmente Fidesz, la maggiore forza conservatrice in Ungheria, di cercare di annettersi il partito. I due partiti hanno avuto una discussione a seguito della prima tornata elettorale nazionale del 2006, riguardo al possibile ritiro dei candidati MDF nel sostegno a Fidesz: la presidenza del partito decise di non attuare questa decisione. Tuttavia, alcuni candidati di MDF decisero di ritirarsi di loro spontanea volontà.
Il 22 giugno 2009, MDF annuncia di lasciare il PPE e il suo gruppo per l'Alleanza dei Conservatori e dei Riformisti Europei e il suo gruppo.

## Parlamentari

### Deputati 2006-2010
- Ibolya Dávid
- Kálmán Katona
- Károly Herényi
- Miklós Csapody
- Péter Boross
- Kornél Almássy
- Zoltán Hock
- András Pettkó
- János Vas
- Péter Karsai
- András Csáky

### Europarlamentari
- Péter Olajos (2004-2009)
- Lajos Bokros (2009-2014)

## Risultati elettorali
| Elezione          | Voti       | %          | Seggi     | Posizione         |
| ----------------- | ---------- | ---------- | --------- | ----------------- |
| Parlamentari 1990 | 1.214.359  | 24,73      | 164 / 386 | Maggioranza       |
| Parlamentari 1994 | 633.157    | 11,74      | 38 / 386  | Opposizione       |
| Parlamentari 1998 | 127.118    | 2,80       | 17 / 386  | Maggioranza       |
| Parlamentari 2002 | Con Fidesz | Con Fidesz | 24 / 386  | Opposizione       |
| Parlamentari 2006 | 272.831    | 5,02       | 11 / 386  | Opposizione       |
| Parlamentari 2010 | 136.895    | 2,67       | 0 / 386   | extraparlamentare |

| Elezione     | Voti    | %    | Seggi  |
| ------------ | ------- | ---- | ------ |
| Europee 2004 | 164.025 | 5,33 | 1 / 24 |
| Europee 2009 | 153.660 | 5,31 | 1 / 22 |